# 1961
1961 (MCMLXI) je bilo navadno leto, ki se je po gregorijanskem koledarju začelo na nedeljo.

## Dogodki
- 3. januar - Združene države Amerike prekinejo diplomatske stike s Kubo.
- 20. januar - John F. Kennedy zapriseže kot 35. predsednik Združenih držav Amerike.
- 25. januar - vojaška hunta prevzame oblast v Salvadorju od druge hunte z namenom »ustaviti levičarske ekscese«.
- 4. februar - v Angoli se prične portugalska kolonialna vojna.
- 12. februar - Sovjetska zveza izstreli sondo Venera 1 proti Veneri.
- 14. februar - raziskovalci Lawrenceovega nacionalnega laboratorija v Berkeleyju v ZDA oznanijo, da so prvič sintetizirali nov kemijski element z atomskim številom 103, lavrencij.
- 15. februar - popolni sončev mrk je viden v Južni Evropi.
- 3. marec - Hasan II. je okronan za kralja Maroka.
- 12. april - sovjetski kozmonavt Jurij Gagarin na krovu plovila Vostok 1 kot prvi človek poleti v vesolje.
- 13. april - neuspešen poskus odstavitve portugalskega diktatorja Antónia de Oliveire Salazarja.
- 20. april - Fidel Castro oznani, da je invazija v Prašičjem zalivu pod vodstvom ameriške Centralne obveščevalne agencije spodletela.
- 24. april - z morskega dna pred stockholmskim pristaniščem dvignejo švedsko vojno ladjo Vasa, ki se je potopila 333 let pred tem.
- 27. april - Sierra Leone postane neodvisna država.
- 5. maj - Projekt Mercury: astronavt Alan Shepard postane prvi Američan v vesolju, na krovu plovila Freedom 7.
- 16. maj - Park Čung He pride z državnim udarom na oblast v Južni Koreji.
- 19. maj - Venera 1 kot prvi izdelek človeških rok doseže Venero, vendar zaradi okvare ne pošlje na Zemljo nobenih podatkov.
- 25. maj - ameriški predsednik Kennedy v govoru pred kongresom oznani, da je cilj ZDA pristanek človeka na Luni še pred koncem desetletja.
- 26. maj - ustanovljen je Triglavski narodni park.
- 28. maj - v več časopisih z mednarodno cirkulacijo izide članek »Pozabljeni zaporniki« (Forgotten Prisoners) angleškega pravnika Petra Benensona, kar velja za začetek organizacije Amnesty International.
- 30. maj - z ubojem diktatorja Rafaela Trujille, ki je bil na oblasti v Dominikanski republiki od leta 1930, se konča drugo najdaljše diktatorstvo v Latinski Ameriki.
- 19. junij - Kuvajt postane neodvisna država z zaključkom britanskega protektorata nad ozemljem.
- 4. julij - sovjetski jedrski podmornici K-19 prične med plovbo po severnem Atlantiku puščati reaktor.
- 6. avgust - kozmonavt German Stepanovič Titov opravi drugi orbitalni polet v zgodovini vesoljskih poletov in kot prvi človek preživi v vesolju več kot en dan.
- 13. – 31. avgust - v Berlinu je zgrajen berlinski zid, ki loči vzhodni in zahodni del mesta.
- 1. september - prvo zasedanje gibanja neuvrščenih.
- 18. september - v letalski nesreči na poti na pogajanja o prekinitvi spopadov v Kongu umre Generalni sekretar OZN Dag Hammarskjöld in še petnajst potnikov.
- 28. september - z vojaškim državnim udarom v Damasku se konča zveza med Egiptom in Sirijo.
- 30. september - s preoblikovanjem Organizacije za evropsko gospodarsko sodelovanje je ustanovljena Organizacija za gospodarsko sodelovanje in razvoj.
- 10. oktober - celotno prebivalstvo otoka Tristan da Cunha je evakuirano zaradi izbruha tamkajšnjega ognjenika.
- 30. oktober - Sovjetska zveza detonira 50-megatonsko carsko bombo na Novi Zemlji; najmočnejša eksplozija, kar jih je kdaj ustvaril človek.
- 31. oktober - hurikan opustoši takratno prestolnico Belizeja, Belize City, prestolnica je kasneje prestavljena v Belmopan v notranjosti države.
- 11. november - ruski Stalingrad je preimenovan v Volgograd.
- 2. december - Fidel Castro v radijskem nagovoru državljanom pove, da je marksist-leninist in da bo Kuba prevzela socializem.
- 9. december - Tanganjika postane neodvisna država.
- 18. december - Indija prične z nasilno priključitvijo Portugalske Indije.

## Rojstva
- 24. januar - Nastassja Kinski, nemško-ameriška igralka
- 26. januar - Wayne Gretzky, kanadski hokejist in hokejski trener
- 17. februar - Andrej Korotajev, ruski antropolog, orientalist, ekonomist, zgodovinar in sociolog
- 27. februar - James Ager Worthy, ameriški košarkar
- 21. marec - Lothar Matthäus, nemški nogometaš
- 31. marec - Leon Gostiša, slovenski šahist in politik
- 3. april - Eddie Murphy, ameriški igralec in komik
- 25. april - Agneta Andersson, švedska kanuistka
- 30. april - Isiah Lord Thomas III., ameriški košarkar
- 6. maj - George Clooney, ameriški igralec
- 17. maj - Enya, irska pevka
- 20. maj - Clive Allen, angleški nogometaš in nogometni trener
- 3. junij - Miha Mazzini, slovenski pisatelj, kolumnist, scenarist, režiser in računalnikar
- 14. junij - Boy George, britanski glasbenik in producent
- 21. junij - Iztok Mlakar, slovenski kantavtor in gledališki igralec
- 1. julij - 
  - Carl Lewis, ameriški atlet
  - Diana Spencer, valižanska princesa († 1997)
- 23. julij - Alojz Ihan, slovenski mikrobiolog in imunolog ter pisatelj
- 4. avgust - Barack Obama, ameriški politik, nobelovec
- 20. avgust - Greg Egan, avstralski pisatelj
- 25. avgust - Billy Ray Cyrus, ameriški glasbenik, igralec in producent
- 9. september - Matjaž Kek, slovenski nogometaš in nogometni selektor
- 13. september - Dave Mustaine, ameriški glasbenik
- 18. september - James Gandolfini, ameriški igralec († 2013)
- 29. september - Julia Gillard, avstralska političarka
- 9. oktober - Miran Zupanič, slovenski scenarist in režiser
- 31. oktober - Peter Jackson, novozelandski režiser in producent
- 1. december - Robert Pešut Magnifico, slovenski pevec
- 19. december - Eric Allin Cornell, ameriški fizik, nobelovec
- 28. december - Borut Petrič, slovenski plavalec

## Smrti
- 4. januar - Erwin Schrödinger, avstrijski fizik, nobelovec (* 1887)
- 17. januar - Patrice Lumumba, kongoški politik (* 1925)
- 20. februar - Percy Grainger, avstralsko-ameriški pianist, saksofonist, skladatelj in dirigent (* 1882)
- 22. februar - Nick LaRocca, ameriški jazzovski glasbenik, trobentač (* 1889)
- 26. februar - Mohamed V., maroški kralj (* 1909)
- 6. april - Jules Bordet, belgijski bakteriolog, nobelovec (* 1870)
- 9. april - Ahmed Zogu, albanski politik in plemič (* 1895)
- 3. maj - Maurice Merleau-Ponty, francoski filozof (* 1908)
- 13. maj - Gary Cooper, ameriški filmski igralec (* 1901)
- 30. maj - Rafael Leónidas Trujillo, dominikanski diktator (* 1891)
- 6. junij - Carl Gustav Jung, švicarski psihiater in psiholog (* 1875)
- 16. junij - Marcel Junod, švicarski zdravnik (* 1904)
- 2. julij - Ernest Hemingway, ameriški pisatelj in novinar, nobelovec (* 1899)
- 17. avgust - Jakob Savinšek, slovenski kipar, risar in pesnik (* 1922)
- 20. avgust - Percy Williams Bridgman, ameriški fizik in filozof znanosti, nobelovec (* 1882)
- 10. september - Wolfgang von Trips, nemški dirkač Formule 1 (* 1928)
- 18. september - Dag Hammarskjöld, švedski ekonomist, pravnik, diplomat in politik, nobelovec (* 1905)
- 24. november - Gustav Šilih, slovenski pedagog, mladinski pisatelj in urednik (* 1893)
- 6. december - Frantz Fanon, francoski psihiater, filozof, revolucionar in pisatelj (* 1925)
- 23. december - Kurt Meyer, nemški general SS (* 1910)
- 25. december - Otto Loewi, nemško-ameriški farmakolog, nobelovec (* 1873)

## Nobelove nagrade
- Fizika - Robert Hofstadter, Rudolf Ludwig Mössbauer
- Kemija - Melvin Calvin
- Fiziologija ali medicina - Georg von Békésy
- Književnost - Ivo Andrič
- Mir - Dag Hammarskjöld (podeljena po smrti)